# SN 2002fg
SN 2002fg – supernowa typu Ia? odkryta 7 maja 2002 roku w galaktyce A132425+2744. W momencie odkrycia miała maksymalną jasność 23,70m.